# Mundusewu
Mundusewu is een bestuurslaag in het regentschap Jombang van de provincie Oost-Java, Indonesië. Mundusewu telt 3528 inwoners (volkstelling 2010).